# Éamonn Ceannt
Éamonn Ceannt -nacido como Edward Thomas Kent- (21 de septiembre de 1881 – 8 de mayo de 1916) fue un nacionalista irlandés, considerado uno de los héroes del Alzamiento de Pascua.

## Biografía
Ceannt nació en Glenamaddy, Ballymore, Condado de Galway, mayor de siete hermanos. Su padre era miembro de la Royal Irish Constabulary. Cuando se retiró en 1892, se trasladó con su familia a Dublín. Allí fue donde el joven Edward comenzó a interesarse por el nacionalismo irlandés. Se unió a la Liga Gaélica, adoptó la versión irlandesa de su nombre (Éamonn), y llegó a ser maestro de gaita irlandesa, teniendo ocasión de tocar delante del Papa Pío X, estando acompañado para la ocasión por varios capellanes irlandeses en el exilio. También trabajó como contable para el Ayuntamiento de Dublín.
En 1913 se hizo miembro del Irish Republican Brotherhood (Hermandad Republicana Irlandesa), y más tarde fue uno de los miembros fundadores de los Voluntarios Irlandeses. En el Alzamiento de Pascua de 1916, fue uno de los primeros miembros de su Comité Militar y uno de los siete firmantes de la Proclamación de Pascua. Fue el comandante del 4.º Batallón del Voluntarios, y durante la revuelta se mantuvo en el South Dublin Union y la destilería Marrowbone Lane, con un centenar de hombres a sus órdenes, entre los cuales destacaban sus lugartenientes Cathal Brugha y William T. Cosgrave. Su unidad luchó intensamente durante toda la semana, pero se rindió cuando así lo ordenó su oficial superior, Patrick Pearse. La posición de Ceannt fue una de las que no había sido derrotada en lucha, como la de Éamon de Valera en Boland's Mill.
Ceannt fue encerrado en la prisión de Kilmainham, siendo ejecutado mediante fusilamiento el 8 de mayo de 1916.